# Safia thermochroa
Safia thermochroa är en fjärilsart som beskrevs av George Francis Hampson 1913. Safia thermochroa ingår i släktet Safia och familjen nattflyn. Inga underarter finns listade.